# Lygodactylus heterurus
Lygodactylus heterurus är en ödleart som beskrevs av  Oskar Boettger 1913. Lygodactylus heterurus ingår i släktet Lygodactylus och familjen geckoödlor. IUCN kategoriserar arten globalt som livskraftig.

## Underarter
Arten delas in i följande underarter:
- L. h. trilineigularis
- L. h. heterurus